# Fontes de Barcelona

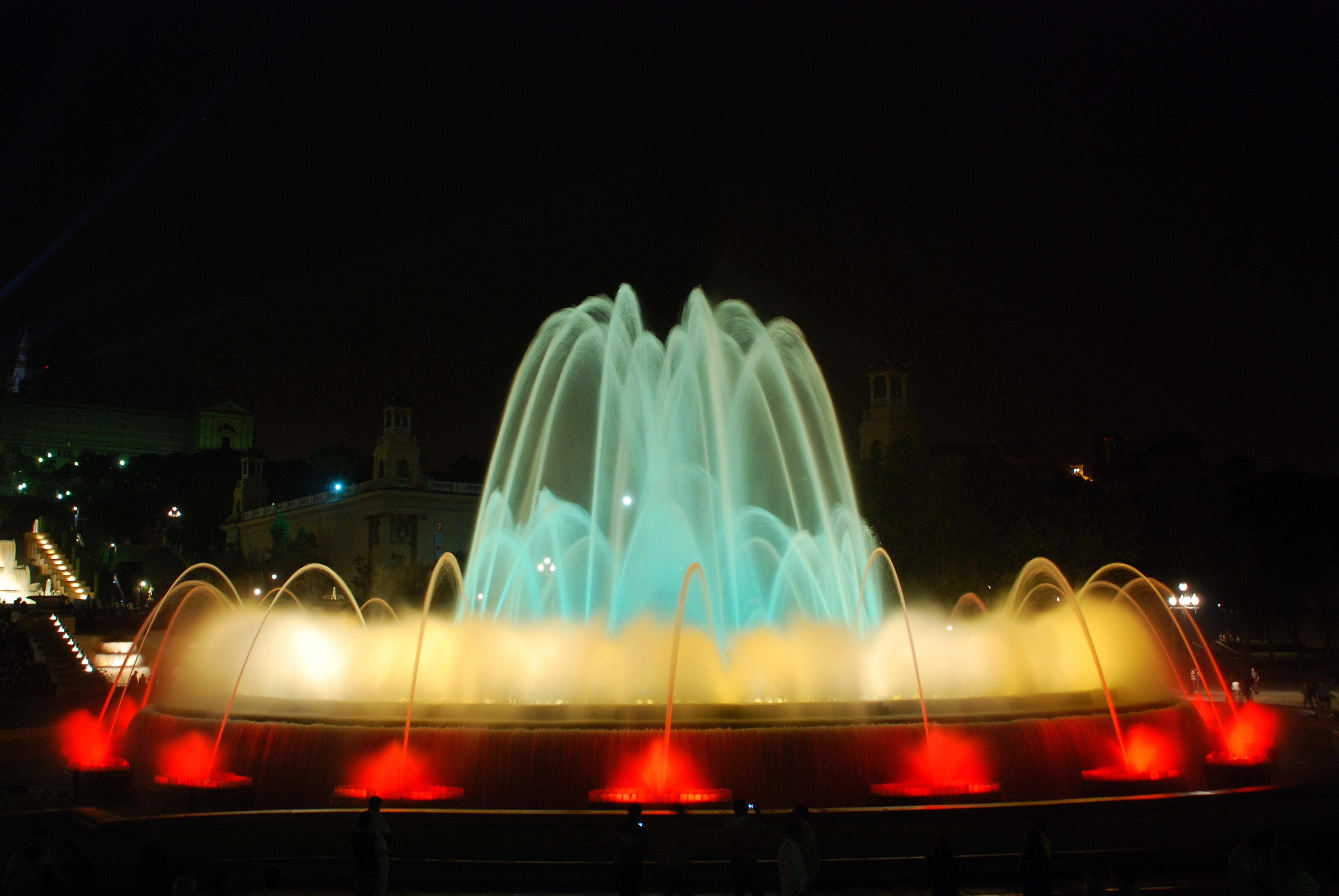
Fonte Mágica de Montjuic, praça de Carles Buïgas, Barcelona.

As fontes de Barcelona constituem um conjunto de diversos tipos de fontes de água que se utilizam tanto para o consumo público como para serem elementos ornamentais, como fontes propriamente ditas ou estanques, cascatas, construções ou elementos diversos de tipo arquitectónico e engenharia. Podem variar desde o mais simples cano de água e fonte elaborada em série, até complexos conjuntos de fontes decorados com esculturas ou outros elementos ornamentais. Por este motivo, junto com o conjunto de estátuas públicas da cidade, constituem uma excelente mostra do acervo de arte pública de Barcelona, já que a Cidade Condal sempre tem apostado pela arte e a cultura como uma das seas principais características identitárias. Muitas das fontes da cidade acrescentam a seu carácter funcional um factor ornamental que, como o resto de obras de arte de selo municipal, tem variado com o tempo e com as tendências artísticas, e têm deixado à capital catalã um conjunto de obras admiradas tanto pelos cidadãos como pelos visitantes que chegam à cidade. Em Barcelona há cerca de 1800 fontes públicas, entre as quais há umas 600 que são de água potável, enquanto umas 200 se consideram ornamentais.
Antigamente, as fontes costumavam instalar-se em praças ou lugares centrais dos povos para abastecer de água à população, sendo sua primeira função eminentemente prática. Ao tratar de uma necessidade básica, a provisão de água costumava reunir nesse lugar os seus habitantes, pelo que se converteram em lugares de encontro e reunião que favoreciam as relações sociais da comunidade. Assim, estes lugares foram ganhando a cada vez mais relevância, pelo que começaram a ser ornamentados e a se converter em verdadeiros monumentos do âmbito urbano.
Principalmente durante o século XIX, as fontes deixaram de ser meras canalizações de água para converter-se em peças ornamentais que, como o resto de arte pública da cidade, evoluíram com os estilos artísticos que se iam sucedendo no tempo. Assim, as fontes podiam ser monumentos dedicados à memória de alguma personagem, ou uma série de conjuntos ornamentais sem mais justificativa que seu valor estético; ou também podiam ter uma componente lúdica, como acompanhamento de lugares de lazer e recreio.
As primeiras fontes que ainda subsistem em Barcelona procedem da Idade Média, e se situam na parte velha da cidade. A primeira fonte de carácter monumental que se conserva é a fonte de Santa Eulália, na praça do Pedro, construída em 1673; originalmente, tratava-se de um monumento de escultura, que foi convertido em fonte no século XIX. Desde então criou-se um grande número de fontes ornamentais.
As fontes de Barcelona têm ido surgindo com o evoluir histórico e artístico da cidade, e nesse sentido cabe realçar que muitas procedem de importantes processos urbanísticos e eventos celebrados na Cidade Condal, como o Alargue de Barcelona, a Exposição Universal de 1888, a Exposição Internacional de 1929, os Jogos Olímpicos de 1992 e o Fórum Universal das Culturas de 2004.